# Shock Treatment
Shock Treatment (pol. Terapia szokowa) – amerykański musical filmowy z 1981 roku, nieoficjalny sequel filmu The Rocky Horror Picture Show (1975), pierwotnie zatytułowany The Brad and Janet Show. Film wyreżyserował Jim Sharman.

## Obsada
- Cliff De Young jako Brad Majors/Farley Flavors
- Jessica Harper jako Janet Majors
- Richard O’Brien jako dr Cosmo McKinley
- Patricia Quinn jako dr Nation McKinley
- Barry Humphries jako Bert Schnick
- Ruby Wax jako Betty Hapschatt
- Charles Gray jako sędzia Oliver Wright
- Jeremy Newson jako Ralph Hapschatt
- Wendy Raeback jako Macy Struthers
- Nell Campbell jako pielęgniarka Ansalong
- Rik Mayall jako Rest Home Ricky
- Darlene Johnson jako Emily Weiss
- Manning Redwood jako Harry Weiss
- Barry Dennen jako Irwin Lapsey
- Betsy Brantley jako Neely Pritt